# Nati nel 1950/Aprile
| Questa pagina contiene informazioni ricavate automaticamente dalle voci biografiche con l'ausilio del template Bio e di un bot. L'aggiornamento è periodico e automatico e ricostruisce completamente la pagina. Se manca una persona in questa lista, sei pregato di non aggiungerla, ma accertati piuttosto che la sua voce biografica contenga il template Bio e che i dati anagrafici siano correttamente compilati. Se il template Bio manca, inseriscilo tu stesso o, in alternativa, metti l'avviso {{tmp\|Bio}} che ne segnala la mancanza. Se i dati riportati sono sbagliati, correggi direttamente la voce biografica; le modifiche saranno visibili in questa lista entro pochi giorni. Per chiarimenti vedi il progetto biografie. La lista contiene solo le 213 persone che sono citate nell'enciclopedia e per le quali è stato implementato correttamente il template Bio. Pagina aggiornata al 18 ago 2025. |

- 1º aprile - Samuel Alito, giurista statunitense
- 1º aprile - Paolo Conti, ex calciatore italiano
- 1º aprile - Billy Currie, musicista e compositore britannico
- 1º aprile - Fiammetta, cantante e attrice italiana
- 1º aprile - Loris Kessel, pilota automobilistico svizzero († 2010)
- 1º aprile - Henk Krol, politico, editore e attivista olandese
- 1º aprile - Carlo Vetrugno, dirigente d'azienda italiano († 2017)
- 2 aprile - Naim Araidi, poeta, insegnante e diplomatico palestinese († 2015)
- 2 aprile - Erik Buell, progettista e dirigente d'azienda statunitense
- 2 aprile - Allan Corduner, attore e doppiatore britannico
- 2 aprile - Bob Davis, ex cestista statunitense
- 2 aprile - Linda Hargrove, allenatrice di pallacanestro e dirigente sportiva statunitense
- 2 aprile - Pierre Lechantre, ex calciatore e allenatore di calcio francese
- 2 aprile - Claude Mandonnaud, ex nuotatrice francese
- 2 aprile - Aleksej Ovčinnikov, calciatore sovietico († 2008)
- 2 aprile - Giuseppe Scaraffia, francesista, saggista e conduttore televisivo italiano
- 2 aprile - Vincenzo Torre, politico italiano
- 2 aprile - Lynn Westmoreland, politico statunitense
- 3 aprile - Sergio Buso, calciatore e allenatore di calcio italiano († 2011)
- 3 aprile - Giuseppe Covre, politico italiano († 2020)
- 3 aprile - Frank Dernie, ingegnere britannico
- 3 aprile - Vera Krasnova, ex pattinatrice di velocità su ghiaccio sovietica
- 3 aprile - Petar Nikezić, calciatore jugoslavo († 2014)
- 4 aprile - Charles Bernstein, poeta e saggista statunitense
- 4 aprile - Randle Chowning, cantante e chitarrista statunitense
- 4 aprile - Christine Lahti, attrice e regista statunitense
- 4 aprile - Ettore Pasculli, regista italiano
- 4 aprile - Dan Patrick, politico e conduttore radiofonico statunitense
- 4 aprile - Pip Pyle, batterista e compositore inglese († 2006)
- 5 aprile - Franklin Chang-Diaz, ex astronauta e fisico statunitense
- 5 aprile - Ann Carol Crispin, scrittrice di fantascienza statunitense († 2013)
- 5 aprile - Agnetha Fältskog, cantautrice, compositrice e produttrice discografica svedese
- 5 aprile - Toshiko Fujita, doppiatrice, attrice e cantante giapponese († 2018)
- 5 aprile - Miki Manojlović, attore serbo
- 5 aprile - Stan Smith, ex calciatore bermudiano
- 5 aprile - Patrick Zaniroli, ex pilota di rally francese
- 6 aprile - Dorothea Agetle, fondista italiana
- 6 aprile - Nel'son Davidjan, lottatore sovietico († 2016)
- 6 aprile - Tina Engel, attrice tedesca
- 6 aprile - Christer Sjögren, cantante svedese
- 7 aprile - Shin'ichi Abe, fumettista giapponese
- 7 aprile - Roberto Bagnasco, politico italiano
- 7 aprile - Jean-Claude Gallotta, coreografo e ballerino francese
- 7 aprile - Walt Lloyd, direttore della fotografia statunitense
- 7 aprile - Marisa Letícia, first lady brasiliana († 2017)
- 7 aprile - Rudolf Marti, bobbista svizzero
- 7 aprile - Franz Wittmann, ex pilota di rally austriaco
- 8 aprile - Krasimir Borisov, allenatore di calcio e ex calciatore bulgaro
- 8 aprile - Edmilson Costa, economista, politico e attivista brasiliano
- 8 aprile - Nobuo Fujishima, allenatore di calcio e ex calciatore giapponese
- 8 aprile - Antonio Gentile, ex politico italiano
- 8 aprile - Gloria del Paraguay, soprano paraguaiano
- 8 aprile - Grzegorz Lato, dirigente sportivo e ex calciatore polacco
- 8 aprile - Ol'ga Andreevna Romanova, principessa russa
- 8 aprile - Gerd-Volker Schock, allenatore di calcio e ex calciatore tedesco
- 9 aprile - Alberto Cazzella, archeologo italiano
- 9 aprile - Kenneth Cockrell, ex astronauta statunitense
- 9 aprile - Rainer Künkel, ex calciatore tedesco
- 9 aprile - Marino Lombardo, calciatore e allenatore di calcio italiano († 2021)
- 10 aprile - Peter Däppen, giocatore di curling svizzero († 2019)
- 10 aprile - Ken Griffey Sr., ex giocatore di baseball statunitense
- 10 aprile - Eddie Hazel, chitarrista statunitense († 1992)
- 10 aprile - Karsten Jensen, ex calciatore danese
- 10 aprile - Boba Lobilo, ex calciatore della Repubblica Democratica del Congo
- 10 aprile - Sarawut Pathipakornchai, calciatore thailandese († 2024)
- 10 aprile - Jean-Pol Poncelet, politico belga
- 10 aprile - Lois Stuflick, ex cestista statunitense
- 11 aprile - Roger Ballen, artista e fotografo statunitense
- 11 aprile - Ina Brouwer, politica e avvocata olandese
- 11 aprile - Dudu França, cantante, attore e showman brasiliano
- 11 aprile - Giovanna Assunta Gualdi, calciatrice italiana († 2024)
- 11 aprile - Gaylord Ho, scultore taiwanese
- 11 aprile - Bill Irwin, attore, comico e mimo statunitense
- 11 aprile - Ferenc Mészáros, calciatore e allenatore di calcio ungherese († 2023)
- 11 aprile - Carlo Pellegatti, giornalista e telecronista sportivo italiano
- 11 aprile - Hubert Tscholl, ex fondista italiano
- 12 aprile - Jean-Marie Abgrall, criminologo e scrittore francese
- 12 aprile - Joyce Banda, politica malawiana
- 12 aprile - Hassan Benjelloun, regista marocchino
- 12 aprile - Flavio Briatore, imprenditore, dirigente d'azienda e dirigente sportivo italiano
- 12 aprile - David Cassidy, attore, cantante e chitarrista statunitense († 2017)
- 12 aprile - Andrej Dobrovol'skij, regista russo
- 12 aprile - James Lattimer, astronomo statunitense
- 12 aprile - Donal McKeown, vescovo cattolico irlandese
- 12 aprile - Carlo Ruggeri, politico italiano
- 12 aprile - Harbhajan Singh, ex cestista indiano
- 12 aprile - Jerry Tagge, ex giocatore di football americano statunitense
- 12 aprile - Tom Werner, produttore televisivo e imprenditore statunitense
- 13 aprile - David Bercot, storico, avvocato e scrittore statunitense
- 13 aprile - Cecilia Eckelmann Battistello, imprenditrice italiana († 2024)
- 13 aprile - Joseph Paul Franklin, serial killer e terrorista statunitense († 2013)
- 13 aprile - Beto Fuscão, calciatore brasiliano († 2022)
- 13 aprile - Takao Kawaguchi, ex judoka giapponese
- 13 aprile - Terry Lester, attore statunitense († 2003)
- 13 aprile - Natalie Mosco, attrice teatrale statunitense
- 13 aprile - Ron Perlman, attore e doppiatore statunitense
- 13 aprile - Cristina Piras, doppiatrice italiana
- 13 aprile - Giuliano Pisani, filologo classico e storico dell'arte italiano
- 13 aprile - William Sadler, attore statunitense
- 13 aprile - Bruno Seghetti, ex brigatista italiano
- 14 aprile - Francis Collins, genetista statunitense
- 14 aprile - Péter Esterházy, scrittore e matematico ungherese († 2016)
- 14 aprile - Mitsuru Komaeda, allenatore di calcio e ex calciatore giapponese
- 14 aprile - Harikrishnan Vasanthakumar, imprenditore e politico indiano († 2020)
- 15 aprile - Josiane Balasko, regista, attrice e sceneggiatrice francese
- 15 aprile - Salvador Cristau Coll, vescovo cattolico spagnolo
- 15 aprile - Jango Edwards, attore, cantante e showman statunitense († 2023)
- 15 aprile - Tom Graham, giocatore di football americano statunitense († 2017)
- 15 aprile - Tommy Kenter, attore e doppiatore danese
- 15 aprile - Karel Kroupa, ex calciatore cecoslovacco
- 15 aprile - Tullia Magrini, etnomusicologa e antropologa italiana († 2005)
- 15 aprile - Lasse Nielsen, regista, sceneggiatore e produttore cinematografico danese († 2024)
- 15 aprile - Raúl Palma, ex cestista messicano
- 15 aprile - Antônio Rodrigues Filho, ex calciatore brasiliano
- 15 aprile - Valerio Spadoni, ex calciatore e allenatore di calcio italiano
- 15 aprile - Amy Wright, attrice statunitense
- 16 aprile - Slim Bouaziz, scacchista tunisino
- 16 aprile - Paulos Diakoulas, ex cestista e allenatore di pallacanestro statunitense
- 16 aprile - Joe Farrugia, ex calciatore maltese
- 16 aprile - Vladimir Golubev, calciatore e allenatore di calcio sovietico († 2022)
- 16 aprile - David Graf, attore statunitense († 2001)
- 16 aprile - Tiziana Parenti, politica, ex magistrata e avvocata italiana
- 17 aprile - Marilena Adamo, politica italiana
- 17 aprile - L. Scott Caldwell, attrice statunitense
- 17 aprile - Jean-Jacques Milteau, armonicista francese
- 17 aprile - Franco Poli, designer italiano
- 17 aprile - Kevin Porter, ex cestista e allenatore di pallacanestro statunitense
- 17 aprile - Gérard Schivardi, politico francese
- 17 aprile - Michele Seffer, musicista e compositore italiano († 2006)
- 18 aprile - Maura Camoirano, politica italiana († 2020)
- 18 aprile - Jim Creighton, ex cestista statunitense
- 18 aprile - Georgi Denev, allenatore di calcio e ex calciatore bulgaro
- 18 aprile - Vladimir Kaminskij, ex ciclista su strada sovietico
- 18 aprile - Tina Chow, modella e gioielliere statunitense († 1992)
- 18 aprile - Eric McWilliams, ex cestista statunitense
- 18 aprile - Maurizio Memo, ex calciatore e allenatore di calcio italiano
- 18 aprile - Roberto Napoli, politico e medico italiano
- 18 aprile - Kenny Ortega, produttore cinematografico, regista e coreografo statunitense
- 18 aprile - Artur Correia, calciatore portoghese († 2016)
- 18 aprile - Grigorij Lipmanovič Sokolov, pianista russo
- 19 aprile - Julia Cleverdon, filantropa britannica
- 19 aprile - Marc Demeyer, ciclista su strada belga († 1982)
- 19 aprile - Eva Farfánová Barriosová, archeologa, scrittrice e docente ceca
- 19 aprile - Harald Hein, schermidore tedesco († 2008)
- 19 aprile - Federico l'Olandese Volante, conduttore radiofonico e produttore discografico olandese
- 20 aprile - Sergio Cabrera, regista e diplomatico colombiano
- 20 aprile - Humberto Coelho, ex calciatore e allenatore di calcio portoghese
- 20 aprile - Steve Erickson, scrittore, saggista e critico cinematografico statunitense
- 20 aprile - Arne Haslie, ex calciatore norvegese
- 20 aprile - Aleksandr Ivanovič Lebed', generale e politico russo († 2002)
- 20 aprile - Mario Pirovano, attore teatrale italiano
- 21 aprile - Simonetta Avalle, allenatrice di pallavolo italiana († 2025)
- 21 aprile - Roberto Ceruti, giornalista, chitarrista e compositore italiano
- 21 aprile - Bobby Hutton, attivista statunitense († 1968)
- 21 aprile - Tatsumi Kimishima, dirigente d'azienda giapponese
- 21 aprile - Carla Mancini, attrice italiana
- 21 aprile - Michel Rougerie, pilota motociclistico francese († 1981)
- 21 aprile - Rossano Vittori, poeta, scrittore e regista italiano
- 22 aprile - Ed Bradley, giocatore di football americano statunitense
- 22 aprile - Antonio Calabrò, giornalista e saggista italiano
- 22 aprile - Robert Elswit, direttore della fotografia statunitense
- 22 aprile - Peter Frampton, cantante, musicista e polistrumentista britannico
- 22 aprile - Natsagiin Bagabandi, politico mongolo
- 22 aprile - Pilar Tenorio, ex cestista ecuadoriana
- 22 aprile - Thierry Zéno, regista e sceneggiatore belga († 2017)
- 22 aprile - Peter Van Hooke, musicista inglese
- 23 aprile - Joe Ferguson, ex giocatore di football americano statunitense
- 23 aprile - Henry Goodman, attore britannico
- 23 aprile - Max Hofer, sciatore nautico italiano
- 23 aprile - Werner Masten, regista, sceneggiatore e produttore cinematografico italiano († 2023)
- 23 aprile - Steve McCurry, fotografo statunitense
- 23 aprile - Yrjö Rantanen, scacchista finlandese († 2021)
- 23 aprile - Marino Severgnini, ex hockeista su pista, allenatore di hockey su pista e dirigente sportivo italiano
- 23 aprile - Bruno Zanolla, ex calciatore italiano
- 24 aprile - Alberto Beneduce, mafioso italiano († 1990)
- 24 aprile - Robert Berry, cantante, polistrumentista e produttore discografico statunitense
- 24 aprile - Rafael González Córdova, ex calciatore cileno
- 24 aprile - Sergio Grmek Germani, critico cinematografico, saggista e autore televisivo italiano
- 24 aprile - Anita Lochner, attrice e doppiatrice tedesca
- 24 aprile - Henryk Maculewicz, ex calciatore polacco
- 24 aprile - Luigi Radice, pilota motonautico italiano
- 25 aprile - Joyce Douthwright, ex cestista canadese
- 25 aprile - Steve Ferrone, batterista britannico
- 25 aprile - Bobbi Humphrey, cantante e flautista statunitense
- 25 aprile - François Jacolin, vescovo cattolico francese
- 25 aprile - Peter Jurasik, attore statunitense
- 25 aprile - Valentyna Kozyr, ex altista sovietica
- 25 aprile - Bandō Tamasaburō V, attore e regista giapponese
- 25 aprile - John Tschogl, ex cestista statunitense
- 25 aprile - Paolo Vella, funzionario e politico italiano
- 26 aprile - Bruno Cascio, direttore della fotografia italiano
- 26 aprile - Neri Parenti, regista e sceneggiatore italiano
- 26 aprile - Adelio Pasqualotto, vescovo cattolico e missionario italiano
- 26 aprile - Piotr Szulkin, regista e sceneggiatore polacco († 2018)
- 27 aprile - Giovanni Di Stasi, politico italiano
- 27 aprile - Vittorio Frangilli, arciere italiano
- 27 aprile - Mike Howlett, bassista, produttore discografico e compositore figiano
- 27 aprile - Carlo Marini, doppiatore, direttore del doppiaggio e attore italiano († 2019)
- 27 aprile - Paolo Pulici, allenatore di calcio e ex calciatore italiano
- 27 aprile - Calvin E. Simmons, direttore d'orchestra statunitense († 1982)
- 27 aprile - Ryszard Tomczyk, ex pugile polacco
- 28 aprile - Željko Bilecki, calciatore jugoslavo († 2023)
- 28 aprile - Stuart Gillard, regista, sceneggiatore e attore canadese
- 28 aprile - Jay Leno, conduttore televisivo, autore televisivo e comico statunitense
- 28 aprile - Vicente Cayetano Rodríguez, allenatore di calcio e ex calciatore argentino
- 29 aprile - Egidio Banti, politico italiano
- 29 aprile - Mario Barbaja, cantautore, chitarrista e polistrumentista italiano
- 29 aprile - Phillip Noyce, regista australiano
- 29 aprile - Peter Shmock, ex pesista statunitense
- 29 aprile - Debbie Stabenow, politica statunitense
- 30 aprile - Alfredo Antonaros, scrittore e drammaturgo italiano
- 30 aprile - Serhij Morozov, calciatore sovietico († 2021)
- 30 aprile - Rossella Vodret, storica dell'arte, funzionaria e museologa italiana